# Камарадинов, Батыхан Камарадинович
Батыхан Камарадинов Камарадинов (каз. Батыхан Камарадинұлы Камарадинов; род. 28 февраля 2006) — казахстанский футболист, нападающий клуба «Женис».

## Карьера
Футбольную карьеру начал в 2024 году в составе клуба «Женис». 3 ноября 2024 года в матче против клуба «Туран» Туркестан дебютировал в казахстанской Премьер-лиге.

## Достижения
«Женис»
- Финалист Кубка лиги Казахстана: 2024

## Клубная статистика
| Клуб             | Сезон            | Лига | Лига | Кубки | Кубки | Еврокубки | Еврокубки | Итого | Итого |
| Клуб             | Сезон            | Игры | Голы | Игры  | Голы  | Игры      | Голы      | Игры  | Голы  |
| ---------------- | ---------------- | ---- | ---- | ----- | ----- | --------- | --------- | ----- | ----- |
| Женис            | 2024             | 1    | 0    | 0     | 0     | —         | —         | 1     | 0     |
| Женис            | Итого            | 1    | 0    | 0     | 0     | —         | —         | 1     | 0     |
| → Женис Жас      | 2024             | 22   | 2    | —     | —     | —         | —         | 22    | 2     |
| → Женис Жас      | Итого            | 22   | 2    | —     | —     | —         | —         | 22    | 2     |
| Всего за карьеру | Всего за карьеру | 23   | 2    | 0     | 0     | —         | —         | 23    | 2     |